# Thüringer Ministerium für Bildung, Wissenschaft und Kultur
Das Thüringer Ministerium für Bildung, Wissenschaft und Kultur (TMBWK) ist das Kultusministerium und damit eines der neun Ministerien des Freistaats Thüringen. Es wurde 1990 gegründet und hat seinen Sitz in der Werner-Seelenbinder-Straße 7 in der Nachbarschaft zu den meisten anderen Landesministerien am südlichen Stadtrand von Erfurt. Minister ist seit dem 13. Dezember 2024 Christian Tischner (CDU). Als Staatssekretäre stehen ihm Bernd Uwe Althaus und Steffen Teichert zur Seite.

## Geschichte
Vorläufer des Ministeriums war das „Ministerium für Volksbildung und Justiz“  in Thüringen zwischen 1920 und 1952. Nach der Wiedergründung des Landes 1990 entstand auch das Ministerium neu. 2009 wurden Thüringens Kultusministerium und Wissenschaftsministerium zum „Ministerium für Bildung, Wissenschaft und Kultur“ fusioniert.
Folgende Personen waren seit 1920 in Thüringen für Bildung zuständig:
| Name                                             | Amtsantritt                       | Kabinett                   | Partei                    |
| Minister für Volksbildung                        | Minister für Volksbildung         | Minister für Volksbildung  | Minister für Volksbildung |
| ------------------------------------------------ | --------------------------------- | -------------------------- | ------------------------- |
| Arnold Paulssen                                  | 10. November 1920                 | Paulssen I                 | DDP                       |
| Max Greil                                        | 7. Oktober 1921 16. Oktober 1923  | Frölich I Frölich II       | SPD                       |
| Richard Leutheußer                               | 21. Februar 1924 30. April 1927   | Leutheußer I Leutheußer II | DVP                       |
| Arnold Paulssen                                  | 6. November 1928                  | Paulssen II                | DDP                       |
| Wilhelm Frick                                    | 23. Januar 1930                   | Baum                       | NSDAP                     |
| Wilhelm Kästner                                  | 22. April 1931                    | Baum                       | WP                        |
| Fritz Wächtler                                   | 26. August 1932 8. Mai 1933       | Sauckel Marschler          | NSDAP                     |
| Willy Marschler                                  | Januar 1936                       | Marschler                  | NSDAP                     |
| Regierungsdirektor für Volksbildung              |                                   |                            |                           |
| Walter Wolf                                      | 9. Juni 1945                      | Brill                      | KPD                       |
| unbesetzt                                        | 16. Juli 1945                     | Paul I                     | –                         |
| Minister für Volksbildung                        |                                   |                            |                           |
| Walter Wolf                                      | 4. Dezember 1946                  | Paul II                    | SED                       |
| Marie Torhorst                                   | Mai 1947 9. Oktober 1947          | Paul II Eggerath I         | SED                       |
| Isolde Oschmann                                  | 25. November 1950                 | Eggerath II                | SED                       |
| Von 1952 bis 1990 existierte kein Land Thüringen |                                   |                            |                           |
| Minister für Kultus                              |                                   |                            |                           |
| Christine Lieberknecht                           | 8. November 1990                  | Duchač                     | CDU                       |
| Dieter Althaus                                   | 5. Februar 1992 30. November 1994 | Vogel I Vogel II           | CDU                       |
| Michael Krapp                                    | 1. Oktober 1999 5. Juni 2003      | Vogel III Althaus I        | CDU                       |
| Jens Goebel                                      | 8. Juli 2004                      | Althaus II                 | CDU                       |
| Bernward Müller                                  | 8. Mai 2008                       | Althaus II                 | CDU                       |
| Minister für Bildung, Wissenschaft und Kultur    |                                   |                            |                           |
| Christoph Matschie                               | 4. November 2009                  | Lieberknecht               | SPD                       |
| Minister für Bildung, Jugend und Sport           |                                   |                            |                           |
| Birgit Klaubert                                  | 5. Dezember 2014                  | Ramelow I                  | Die Linke                 |
| Helmut Holter                                    | 30. August 2017                   | Ramelow I                  | Die Linke                 |
| Gabi Ohler (kommissarisch)                       | 5. Februar 2020                   | Kemmerich                  | DIE LINKE                 |
| Helmut Holter                                    | 4. März 2020                      | Ramelow II                 | Die Linke                 |
| Minister für Bildung, Wissenschaft und Kultur    |                                   |                            |                           |
| Christian Tischner                               | 13. Dezember 2024                 | Voigt                      | CDU                       |

## Abteilungen
Das Ministerium gliedert sich in vier Abteilungen:
- Abt. 1: Zentralabteilung
- Abt. 2: Schulaufsicht, Dienstrecht des schulischen Personals, Erwachsenenbildung
- Abt. 3: Grundsatzfragen der Schulentwicklung, Aufsicht über die Schulen in freier Trägerschaft, ThILLM und Studienseminare
- Abt. 4: Kinder, Jugend und Sport, Landesjugendamt

Nachgeordnete Behörden sind die Staatlichen Schulämter in Gera, Gotha, Weimar, Leinefelde-Worbis und Suhl, das Thüringer Institut für Lehrerfortbildung, Lehrplanentwicklung und Medien.

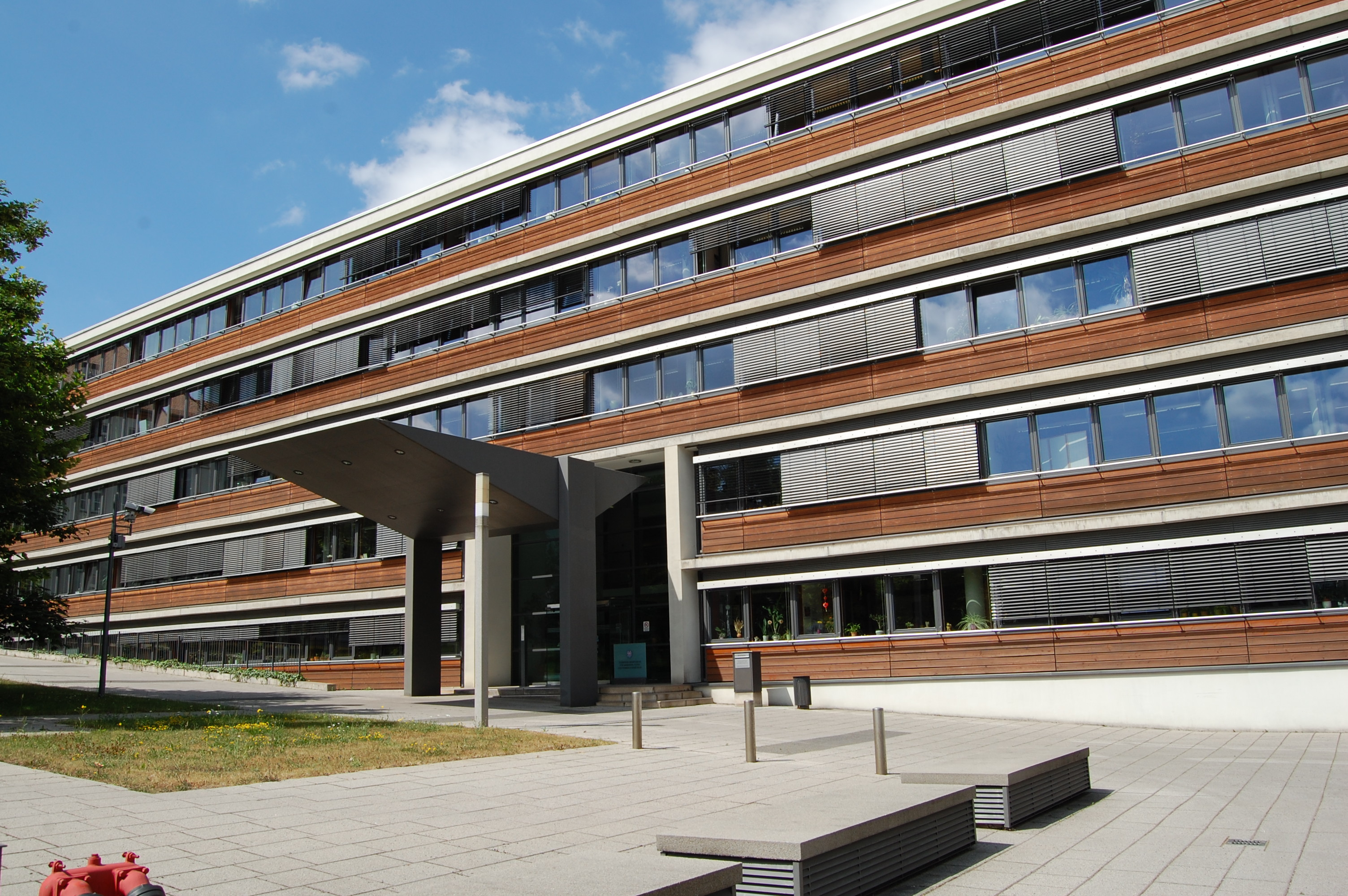
Ministeriumskomplex in der Werner-Seelenbinder-Straße, Erfurt